# École nationale supérieure d'architecture de Paris-Belleville

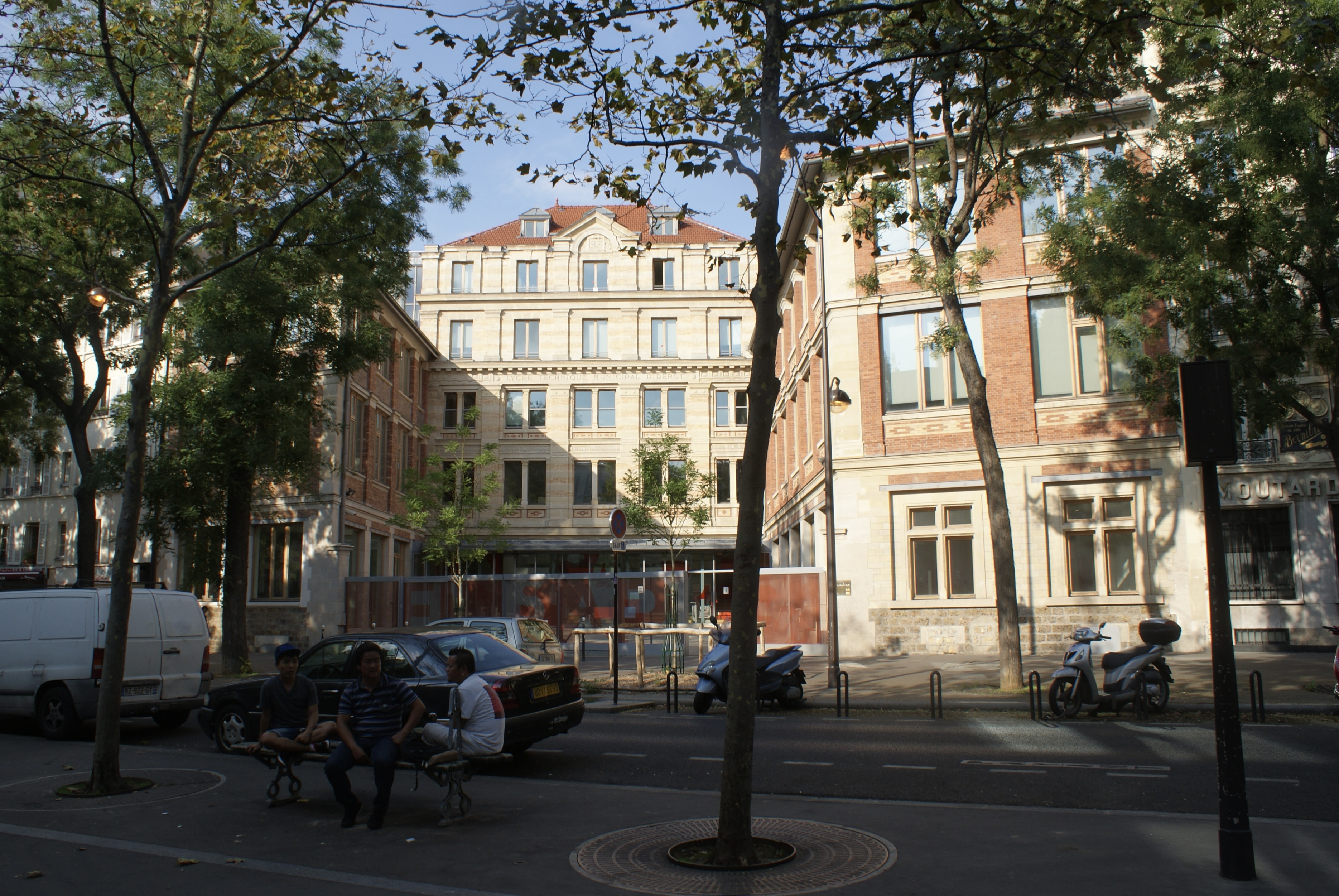
Sede

L'École nationale supérieure d'architecture de Paris-Belleville è una grande école pubblica specializzata in architettura. La scuola si trova a Parigi.

## Storia
La scuola (denominazione ENSAPB dal 2005) fu fondata nel 1969.